# サイクリング リサイクル
「サイクリング リサイクル」は、きりんのシングル。2006年8月2日にYOUR.から発売された。

## 概要
- お笑いコンビの麒麟がきりん名義で発売したシングル。作詞も担当しており、作詞の名義については漢字表記になっている[2]。
- 「サイクリング リサイクル」は、テレビアニメ『ケロロ軍曹』のエンディングテーマとして使用された[3]。
- 「rice to life（from TK Project GACHICOLLA）」は、元々は同年7月に発売されたアルバム『TKプロジェクト ガチコラ』に収録されている楽曲である[4]。

## 収録曲
1. サイクリング リサイクル [3:39]
作詞：麒麟、作曲・編曲：小室哲哉
  - テレビアニメ『ケロロ軍曹』エンディングテーマ
2. rice to life（from TK Project GACHICOLLA） [2:19]
作詞：麒麟、作曲・編曲：小室哲哉
3. DK（どうも、きりんです） [3:24]
4. サイクリング リサイクル（カラオケ） [3:39]
5. rice to life（from TK Project GACHICOLLA）（カラオケ） [2:13]

## 収録アルバム
| 曲名         | 収録アルバム                | 発売日       | 規格品番   |
| ------------ | --------------------------- | ------------ | ---------- |
| rice to life | 『TKプロジェクト ガチコラ』 | 2006年7月5日 | YRCN-11083 |